# 중산기념공원
중산기념공원(中山紀念公園, Sun Yat-sen Memorial Park)은 홍콩에 있는 해안공원으로 빅토리아항을 접한다. 중산기념공원은 쑨원의 이름에서 따왔는데 이는 홍콩에서 중국의 역사인물 이름을 딴 것으로는 유일하다.

## 역사

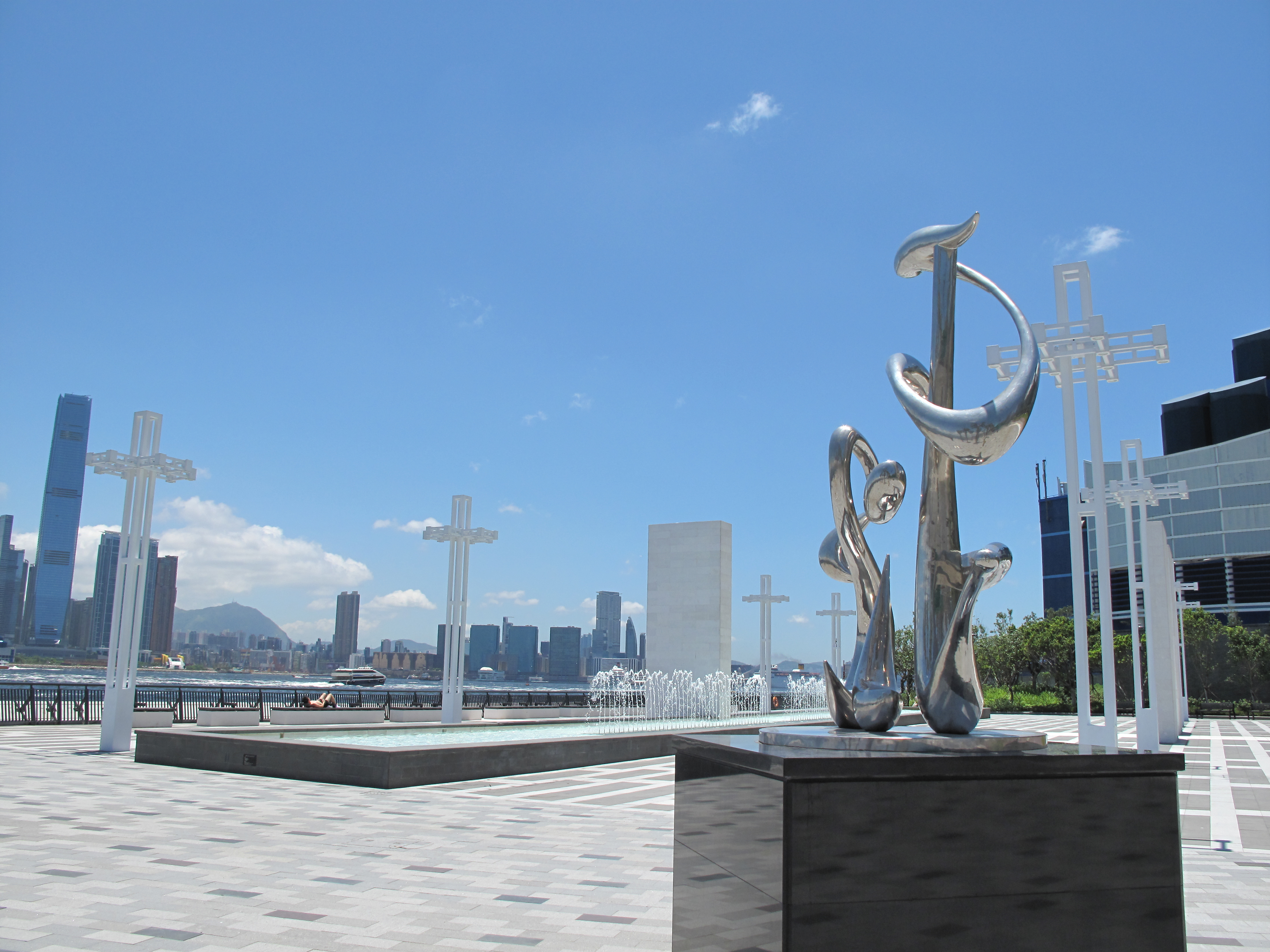
분수와 조각상

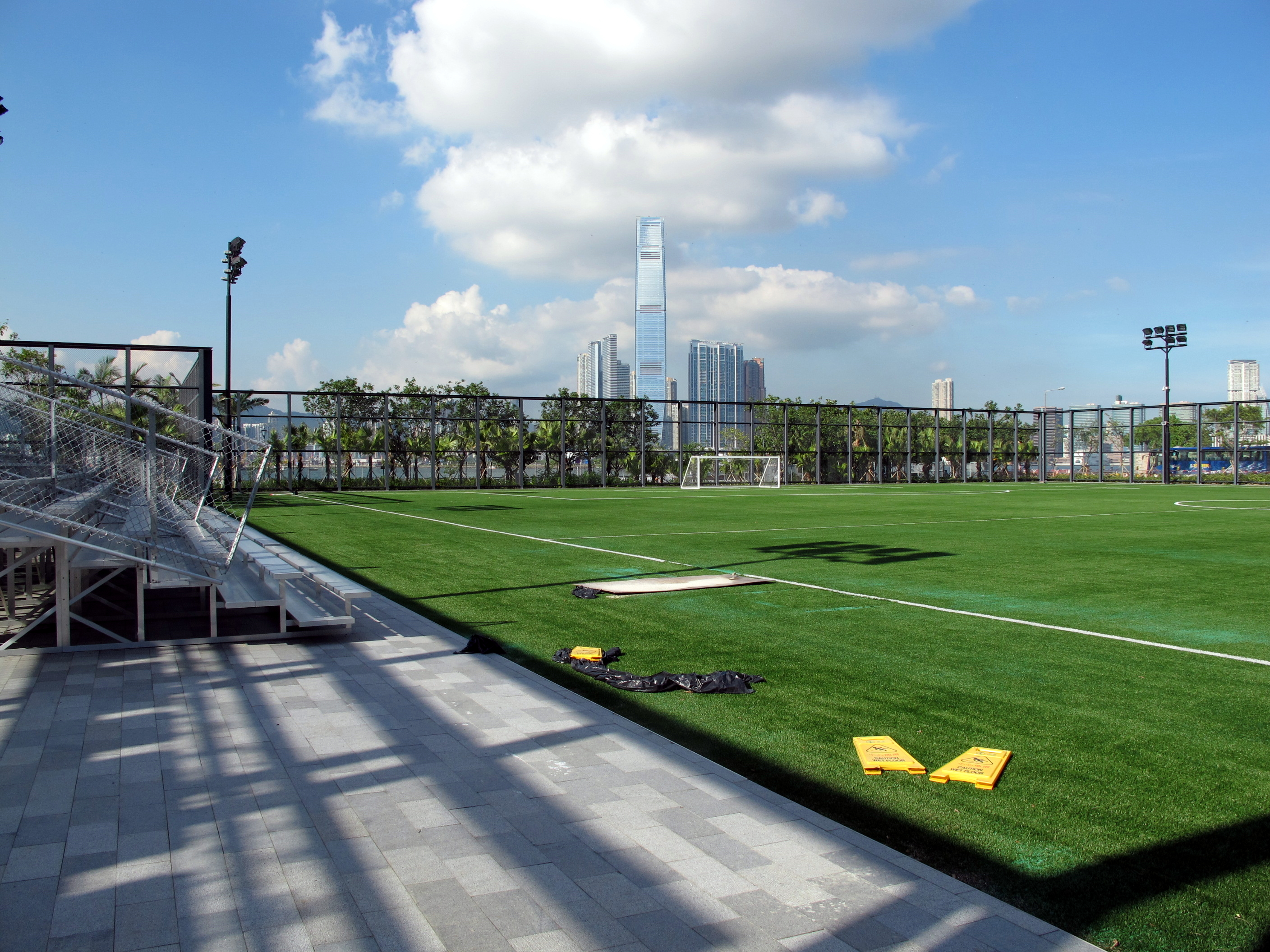
축구장

사이완 주민들은 레크리에이션이나 레저활동을 즐기기 어려운 것에 만족스러워 하지 못했다. 사이잉푼 근처의 사이완 매립지에 대한 레크리에이션 프로젝트 2건이 홍콩 임시시정국에 의해 승인됐는데 해당 프로젝트는 실내 스포츠홀(현 중산기념공원 스포츠센터)과 웨스턴공원(현 중산기념공원)을 포함했다. 부지 대부분이 1990년대에 있을 웨스턴 하버 크로싱 공사에 요구되었기 때문에 부지 일부만 임시시정국에 방출됐다. 넓이가 2헥타르인 웨스턴파크는 1991년 개장했다.
1992년 5월부터 공사가 이뤄진 웨스턴파크 스포츠센터는 1995년 5월 22일 개장됐고 2011년 6월 1일 중산기념공원 스포츠센터로 이름이 바뀌었다.
1999년 임시 시정국은 해당 공원을 중산기념공원으로 재개장하는 것을 승인했다. 공원은 2003년 개장했지만 임시적이었고 여전히 해안가 매립지의 일부만을 차지할 뿐이었으며 나머지 부지는 지정총서(地政總署) 관리 하에 웨스턴 하버 크로싱 공사 이후 출입이 금지된 채 방치됐다. 쑨원의 어구를 인용하는 명판 하나말고는 쑨원과 관련된 요소가 거의 없던 해당 공원은 이름값을 못한다는 비판을 받았다. 확장 공사가 계획됐지만 예산 문제로 연기됐다.
공원 확장과 재개발은 2005년 홍콩시 시정보고에서 25가지 핵심 프로젝트들 중 하나에 포함됐다. 공원은 2008년 3월 28일 공사를 위해 폐장했고 2010년 6월 26일 개장됐으며 2011년 11월 30일 중산기념공원 수영장이 개장했는데 이는 50미터 수영장과 소규모 교육용 수영장을 포함한다.

## 같이 보기
- 중산공원
- 손중산기념관